# Viola grandisepala
Viola grandisepala W.Becker – gatunek roślin z rodziny fiołkowatych (Violaceae). Występuje endemicznie w Chinach – w prowincjach Syczuan i Junnan. 

## Morfologia
PokrójBylina dorastająca do 7–10 cm wysokości, tworzy kłącza.
LiścieBlaszka liściowa ma kształt od owalnego do okrągławego. Mierzy 1–3 cm długości oraz 1,5–3 cm szerokości, jest karbowana na brzegu, ma sercowatą nasadę i tępy wierzchołek. Ogonek liściowy jest nagi i ma 2–5 mm długości. Przylistki są lancetowate i osiągają 12 mm długości.
KwiatyPojedyncze, wyrastające z kątów pędów. Mają działki kielicha o owalnym kształcie i dorastające do 5 mm długości. Płatki są odwrotnie jajowate, mają białą barwę oraz 5–10 mm długości, dolny płatek jest odwrotnie jajowaty, posiada obłą ostrogę o długości 2 mm.
OwoceTorebki mierzące 15-18 mm długości i 11-12 mm średnicy, o niemal kulistym kształcie.

## Biologia i ekologia
Rośnie na łąkach i skarpach. Występuje na wysokości od 1900 do 3000 m n.p.m.